# Lejeunea jamesii
Lejeunea jamesii là một loài Rêu trong họ Lejeuneaceae. Loài này được Austin mô tả khoa học đầu tiên năm 1877.